# Масове викрадення в Чибоці
Масове викрадення в Чибоці сталося в ніч з 14 на 15 квітня 2014 року, коли не менше 276 дівчат-школярок, переважно з християнських сімей, було викрадено з державної середньої школи в місті Чибок (штат Борно, Нігерія). Відповідальність за викрадення взяли джихадисти з секти «Боко харам», котра сповідує такфіризм і діє на північному сході Нігерії. 6 травня стало відомо про викрадення ще восьми школярок. До теперішнього моменту[уточнити] кризу з заручниками не вирішено, незважаючи на всі зусилля міжнародної спільноти. В полоні у бойовиків перебувають 219 школярок.

## Передісторія
Ісламістське угруповання, що заперечує освіту і християнські цінності, «Боко харам» домагається створення ісламського халіфату на півночі Нігерії, населеному переважно мусульманами. У травні 2013 року президент Нігерії Гудлак Джонатан оголосив у країні надзвичайний стан і віддав розпорядження почати армійську операцію проти бойовиків, оскільки останнім часом їх вилазки відбуваються все частіше і стають більш жорстокими. Пізніше Гудлак Джонатан відправив у відставку міністра оборони та командувачів родами військ. Нездатність влади впоратися з бойовиками веде до політичної кризи. Все більше прихильників уряду поповнюють ряди опозиції. До кінця 2013 року збройним силам Нігерії в ході антитерористичного рейду вдалося розгромити бази ісламістів у місті Майдугурі і далі на північ біля берегів озера Чад. Проте розрізнені групи бойовиків продовжують здійснювати теракти і напади. В листопаді 2013 року помічник президента США з питань боротьби з тероризмом Ліза Монако оголосила про внесення «Боко харам» до списку терористичних організацій.

## Викрадення

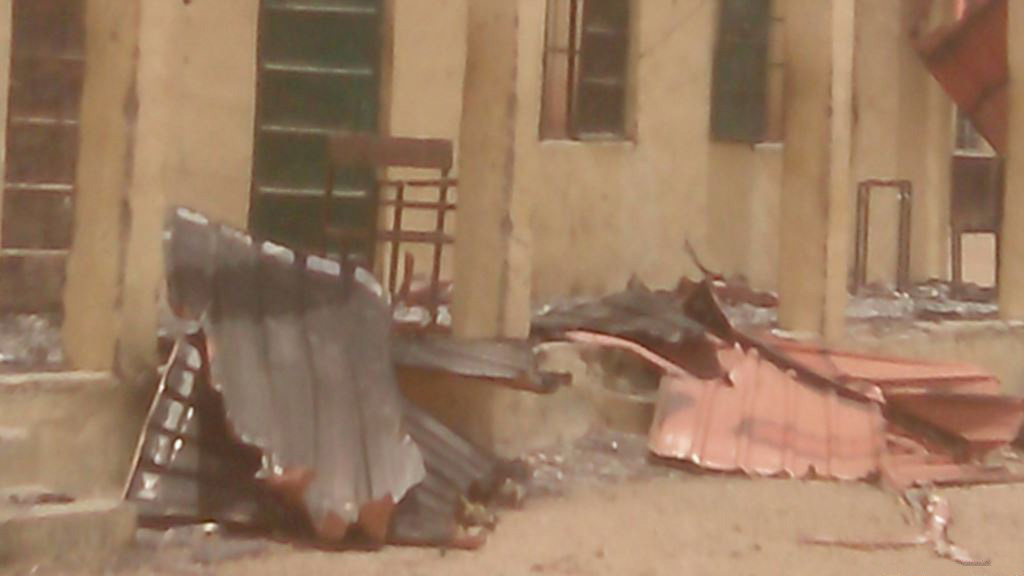
Розгромлена школа — місце викрадення

В ніч з 14 на 15 квітня 2014 року, бойовики радикальної ісламістської організації «Боко харам» напали на середню школу в місті Чибок штату Борно на півночі Нігерії і викрали, за попередніми даними, більше сотні школярок. Школу напередодні щорічних іспитів охороняли солдати збройних сил Нігерії. Пізно вночі бойовики приїхали на вантажівках, увірвалися до гуртожитка і зажадали, щоб їх провели на шкільний склад, і щоб дівчатка перенесли продукти зі складу у вантажівки, а потім наказали і їм туди забратися. Дівчаток заштовхали в автобус і дві вантажівки, навантажені харчами і баками з бензином. Конвой проїхав через три села, після чого одна вантажівка зламалася і зупинилася, що дало можливість 10 або 15 дівчатам вистрибнути з кузова і сховатися в лісі. Перед відходом бойовиків будівлю школи підпалили. Пізніше дані було уточнено — викрадено не менше 234 учнів. Пізніше офіційний представник армії Нігерії генерал-майор Кріс Олуколаде повідомив, що військовослужбовці звільнили більшість школярок, не уточнивши точне число звільнених дівчат, але зазначивши, що невідома доля лише восьми з більш ніж 100 викрадених, і сказавши, що одного з викрадачів було затримано. Однак директор школи, де навчалися дівчата, не підтвердив цієї інформації, а, у свою чергу, губернатор штату Борно Кашим Шеттима повідомив, що в місто Чибок повернулися вже 52 школярки, не уточнивши яким чином їм вдалося втекти. Пізніше помічник губернатора штату Борно сказав, що «тільки 14 учениць повернулися» живими і здоровими, втекли від викрадачів самі і не були звільнені внаслідок військової операції, тим самим спростувавши заяви армійського командування.
На той момент бойовики не висували жодних вимог і не робили жодних заяв. Ймовірно, викрадачі розбилися на кілька груп, і кожна з них утримує одну-двох дівчаток. Бойовики все ще знаходяться на території країни, розосередившись у лісі Самбіса площею 60 тис. км2 біля кордону з Камеруном.

## Слідство, пошук викрадених і супутні події

### 2014, квітень
До 26 квітня недалеко від місця викрадення біля населеного пункту Буланбулі в штаті Борно на північному сході Нігерії, де знаходяться бази «Боко харам», загострилися сутички між армією і загонами бойовиків. Внаслідок боїв загинуло більше 40 терористів, серед військовослужбовців загинуло 44 особи, 9 отримали поранення.

### 2014, травень

#### 1-10 травня 2014 року
1 травня 500 одягнених у червоне жінок від організації «Жінки за мир і справедливість» звернулися до влади з вимогою сприяти звільненню захоплених терористами в полон школярок і провести для цього переговори і пройшли маршем вулицями столиці Нігерії Абуджі до будівлі Національної асамблеї, щоб вручити уряду скаргу на недостатньо активне сприяння звільненню дівчаток. Старійшина міста Чибок Пого Бітрус заявив, що дівчаток перевезли через озеро Чад на територію Камеруну, а потім продали там по 15 доларів за кожну. Раніше він говорив, що 43 школярки втекли з полону, а 230 все ще залишаються в небезпеці. Міністр внутрішніх справ Нігерії Абба Моро повідомив, що уряд не може в деталях розповісти про вжиті заходи, оскільки бойовики пообіцяли вбити викрадених.
5 травня лідер «Боко харам» Абубакар Шекау взяв на себе відповідальність за викрадення дівчат шляхом відеозвернення, в якому сказав:
|  | Я кажу всім вам: я захопив дівчат. Дівчата повинні виходити заміж. Ми проти західної освіти, я кажу: зупиніть західну освіту, вони повинні її облишити, жінки повинні виходити заміж. Я повторюю, я викрав дівчат і я буду продавати їх на ринку, клянусь Аллахом. |

6 травня на брифінгу в Женеві прес-секретар Управління ООН з прав людини Руперт Колвілл нагадав злочинцям про абсолютну міжнародну заборону рабства взагалі та сексуального рабства зокрема, підкресливши, що дії бойовиків можуть бути кваліфіковані як злочини проти людства.
Президент Нігерії Гудлак Джонатан заявив, що уряд до цих пір не знає про місцезнаходження викрадених дівчат, і звернувся по допомогу в питаннях безпеки до урядів США, Великої Британії, Франції та Китаю. У відповідь представник Державного департаменту США Марі Гарф заявила, що США допоможуть Нігерії у протидії тероризму через обмін розвідданими і нададуть підтримку «в тій формі, яка здається найбільш підхожою». Прес-секретар Білого дому Джей Карні сказав:
|  | Ми вважаємо те, що сталося, обурливою страшною трагедією. Президент був проінформований кілька разів, і наші служби національної безпеки продовжують пильно стежити за ситуацією. Державний департамент знаходиться в постійному контакті з нігерійською владою, щоб вирішити, як саме ми зможемо допомогти знайти і звільнити цих дівчат. |

Президент США Барак Обама, назвавши викрадення дівчаток «жахливим» і «обурливим» і сказавши, що «Боко харам» є «однією з найжахливіших регіональних терористичних організацій», заявив про відправку в Нігерію групи експертів, що включає військовослужбовців і фахівців з перемовин зі звільнення заручників:
|  | Ми вже відправили групу експертів до Нігерії. Вони погодилися прийняти нашу допомогу. До групи увійшли військові, співробітники правоохоронних органів та інших служб. Вони будуть шукати дівчаток і зможуть надати їм необхідну допомогу. «Боко харам» - одне з найнебезпечніших терористичних угруповань у Нігерії. Вони багато років нещадно вбивають людей. Ми закликаємо жителів Нігерії до тіснішої співпраці. Це дасть нам можливість мобілізувати міжнародну спільноту і, нарешті, разом вжити заходів проти цього страшного угруповання, яке здійснила настільки жахливий злочин. |

Державний секретар США Джон Керрі заявив, що в американському посольстві в Абуджі відкривається координаційний центр з пошуку викрадених школярок. Офіційний представник Державного департаменту Дженніфер Псакі сказала, що в роботі центру братимуть участь експерти, які мають відповідний досвід, чиїм завданням є допомога у веденні розслідування, розвідки і переговорного процесу.
Прем'єр-міністр Великої Британії Девід Кемерон сказав:
|  | Нам має бути гранично ясно, це не тільки проблема Нігерії, це глобальне питання. Навколо нас - екстремісти-ісламісти, які виступають проти освіти, проти прогресу, проти рівності. І ми повинні боротися з ними і діставати їх усюди, де б вони не були. |

 
Міністр закордонних справ Великої Британії Вільям Хейг заявив, що «ми пропонуємо практичну допомогу», додавши:
|  | Дії бойовиків угруповання «Боко харам», які використовують дівчаток як військові трофеї, як здобич тероризму - огидні й аморальні. Те, що відбулося повинне показати всім у всьому світі, що неприпустимо надавати допомогу цій мерзенній організації. |

Міністр закордонних справ Франції Лоран Фабіус сказав, що «президент Франсуа Олланд попросив нас встановити контакт з президентом Нігерії і сказати йому, що групи наших фахівців у регіоні з усіма необхідними засобами передаються в розпорядження Нігерії».
6 травня бойовики «Боко харам» викрали ще вісім школярок віком від 12 до 15 років із села Варабе. За свідченням жителя села Лазаруса Муси, «їх було багато, у всіх була зброя. Бойовики приїхали на двох автомобілях, пофарбованих в армійські кольори. Вони почали стріляти по нашому селі», а потім на вантажівках вивезли дівчаток у невідомому напрямку, взявши з собою провізію та кілька голів худоби. Пізніше вони напали на сусідній населений пункт і викрали ще 3 дівчаток. Вночі того ж дня бойовики на броньованих автомобілях атакували місто Гамбору-Нгала в штаті Борно на кордоні з Камеруном. Сенатор Ахмед Занна повідомивши, що розміщений у місті гарнізон сил безпеки незадовго до нападу поїхав для переслідування бойовиків-викрадачів школярок, сказав, що нападники «підпалювали будинки, магазини і розстрілювали жителів, які намагалися врятуватися з вогню. Підтверджено, що внаслідок нападу загинуло близько 300 осіб. Майже всі будинки в місті зруйновано». Між тим, уряд все більше піддається критиці з боку батьків викрадених дівчат, оскільки він, на їх думку, не докладає належних зусиль для розшуку дітей.
7 травня поліція Нігерії оголосила винагороду 50 мільйонів найр (близько 300 тисяч доларів США) за інформацію, яка допоможе в пошуку школярок.
Станом на 8 травня, в заручницях 223 дівчинки, 53 вдалося втекти з полону. При цьому, президент Нігерії Гудлак Джонатан сказав, що армія не знає, де знаходяться викрадені. Одночасно в школі міста Чибок, звідки вивезли дівчаток, зібралися їхні матері, з вимогою від влади Нігерії негайно почати операцію з їх звільнення.
На Світовому економічному форумі, що проходив у Абуджі, президент Нігерії Гудлак Джонатан заявив, що викрадення стало поворотним моментом у боротьбі з бунтівниками-ісламістами і подякував Китаю, США, Великій Британії й Франції за допомогу, «особливо в такий скрутний час, коли країна стоїть перед лицем терористичної загрози», додавши, що допомога стане «вирішальним ударом по терористах. Я вірю, що викрадення цих дівчаток стане початком кінця терору в Нігерії. Якщо страх змусить вас відмовитися від боротьби, то терористи зможуть святкувати перемогу».
8 травня представник Пентагону Стів Воррен повідомив, що в найближчі дні група військових експертів з 10 чоловік прилетить до Нігерії для допомоги в пошуку школярок. Вони будуть частиною міжвідомчої команди, що складається з представників держдепартаменту та міністерства юстиції.
8 травня генеральний секретар ООН Пан Гі Мун у телефонній розмові з президентом Нігерії Гудлаком Джонатаном висловив глибоку стурбованість долею викрадених школярок. Прес-секретар генсекретаря зазначила, що генеральний секретар ООН «поділяє біль сімей дівчаток і народу Нігерії в такий важкий для країни час», підкресливши, що «напади на дітей і школи є грубим порушенням міжнародного права і не можуть бути виправдані за жодних обставин».
8 травня головний прокурор Міжнародного кримінального суду Фату Бенсуда повідомила, що суд може зайнятися розглядом справи про викрадення школярок. За її словами, «ці дії можуть являти собою злочини, які підпадають під юрисдикцію МКС. Подібним вчинкам немає виправдання. Необхідно зробити все можливе, щоб залучити до правосуддя винних у цих жахливих діях або в Нігерії, або в МКС».
9 травня бойовики підірвали міст на околиці міста Гамбору-Нгала в штаті Борно. Вибух стався в той момент, коли місцеві жителі проводили масову похоронну церемонію жертв нападу 5 травня. Внаслідок вибуху загинуло 30 осіб, а під завалами можуть знаходитися багато людей. На брифінгу в Женеві прес-секретар Управління ООН у справах біженців Адріан Едвардс висловив глибоку заклопотаність хвилею нападів на цивільних осіб у Нігерії, оскільки, за словами місцевих жителів, жорстокість і інтенсивність цих атак — безпрецедентні:
|  | Люди розповідають про спалені дотла ділянки і будинки, про повністю зруйновані села, про те, як на переповнених ринках підривають гранати, вбиваючи людей і худобу. |

Члени Ради Безпеки ООН також засудили серію нападів, скоєних «Боко харам», зажадавши негайно звільнити захоплених ними школярок. В той же день, за повідомленням міністерства закордонних справ Великоі Британії в Нігерію прибули експерти з боротьби з тероризмом:
|  | До групи входять представники різних урядових відомств, вони будуть працювати спільно з владою Нігерії. Команда буде займатися не тільки недавніми інцидентами, а й довгостроковою роботою з боротьби з тероризмом з метою запобігання подібним атакам у майбутньому. Група буде тісно співпрацювати з колегами зі США та інших країн, координуючи з ними зусилля. |

Тим часом, у правозахисній організації «Amnesty International» стверджують, що групи громадянського патруля за кілька годин до викрадення повідомили силам безпеки, що члени «Боко харам» прямують до школи, пояснюючи бездіяльність недостатністю ресурсів і страхом вступати в бій з краще озброєними ісламістами. Зокрема, правозахисниця Сьюзан Флуд сказала, що:
|  | Ми отримали достовірну інформацію з численних джерел у Нігерії про те, що військових попереджали про можливий напад "Боко харам" на школу в Чиібоці. Таким чином, викраденню понад 200 школярок можна було запобігти. Були попередження, але нічого не було зроблено, щоб врятувати цих дівчаток. |

Однак, міністр інформації Нігерії Лабаран Маку заявив, що сумнівається в обґрунтованості претензій «Amnesty International», але пообіцяв почати перевірку після звіту організації. За словами місцевих жителів, бойовики за останні дні підірвали вже два мости біля району викрадення школярок, щоб обмежити доступ до регіону й ускладнити пошуки дівчаток.
Міжнародна кампанія за звільнення школярок почала набирати обертів. У мітингу солідарності в Нью-Йорку взяв участь мер міста Білл де Блазіо. Подібна демонстрація відбулася і в канадському місті Торонто. Губернатор штату Борно Кашима Шеттіма повідомив, що він має інформацію про місцезнаходження викрадених школярок, не ставши розкривати їх місцезнаходження, лише сказавши, що відправив всю інформацію військовим для перевірки. При цьому він зазначив, що сумнівається в тому, що дівчатка були перевезені в Чад або Камерун . Раніше президент Франції Франсуа Олланд під час виступу в столиці Азербайджану Баку запропонував провести спеціальний саміт з обговорення заходів проти «Боко Харам»:
|  | Ми з президентом Нігерії Гудлаком Джонатаном вирішили провести зустріч представників сусідніх з Нігерією країн. Якщо всі сторони погодяться, то вона може відбутися наступної суботи. |

#### 11-20 травня 2014 року
11 травня прем'єр-міністр Ізраїлю Беньямін Нетаньягу в телефонній розмові з президентом Нігерії Гудлаком Джонатаном висловив готовність надати «сприяння в пошуках дівчаток і боротьбі з терором, який охопив Нігерію». В комюніке Ради ЄС із закордонних справ зазначається, що:
|  | ЄС глибоко стурбований недавніми терористичними атаками на півночі Нігерії і вражений стражданнями, які вони принесли населенню. Рада рішуче засуджує безладне вбивство сотень мирних жителів, а також викрадення понад 200 школярок у штаті Борно. ЄС закликає негайно і без умов звільнити школярок; відповідальні за це повинні понести покарання. ЄС підтримує намір СБ ООН розглянути необхідні заходи проти "Боко Харам". |

11 травня на телеканалі BBC в шоу «Недільний ранок з Ендрю Марром» на тему, що стосується викрадення школярок, брав участь прем'єр-міністр Великої Британії Девід Кемерон. У той момент, коли час ефіру добіг кінця, ведучий Ендрю Марр сказав Кемерону: «Боюся, що я змушений попросити Вас заткнутися. Мені дуже, дуже шкода, що ми вичерпали час». У свою чергу Кемерон, замість того щоб «закотити ведучому сцену», сказав: «Щось мене понесло, прошу вибачення».
12 травня лідер угруповання «Боко Харам» Абубакар Шекау в поширеному відеозаписі заявив, що викрадені школярки будуть випущені на свободу в обмін на звільнення всіх заарештованих бойовиків. Він також підкреслив, що дівчата прийняли іслам, і на відео показано 130 дівчаток, які закутані в хіджаби і моляться в невстановленій сільській місцевості:
|  | Ці дівчатка, про яких ви так дбаєте .... ми їх насправді звільнили. Ці дівчатка стали мусульманками. Я клянусь усемогутнім Аллахом, що ви їх не побачите до тих пір, поки не звільните спійманих вами наших братів. |

На відеозаписі тривалістю 17 хвилин, переданому агентству Франс Прес, троє дівчаток розповідають про своє становище. Двоє кажуть, що раніше були християнками, а третя говорить, що завжди була мусульманкою. Пізніше від імені уряду Нігерії міністр внутрішніх справ Абба Моро заявив про відмову від вимог бойовиків:
|  | "Боко Харам" та інші повстанці не можуть диктувати умови. Не може бути й мови про обмін однієї людини на іншу. |

Представник адміністрації президента США повідомив, що на пошуки викрадених направляється пілотований розвідувальний літак, а також, що уряду Нігерії будуть надаватися знімки, зроблені з Представник адміністрації президента США повідомсупутників. Пізніше, міністр з особливих доручень в уряді Нігерії Кабіру Таніму Туракі заявив, що якщо Шекау щирий, йому слід направити своїх представників на переговори:
|  | Нігерія завжди відкрита для діалогу з повстанцями. Ми готові обговорювати всі проблеми, зокрема питання звільнення учениць ліцею, викрадених в Чибоці. |

На той момент у Нігерії перебувало близько 30 експертів з ФБР та інших силових відомств, які допомагали вести пошукову операцію. Своїх експертів на допомогу уряду країни також послали Велика Британія, Франція і Китай. В дорозі перебувала команда фахівців з боротьби з тероризмом з Ізраїлю, оскільки Гудлак Джонатан прийняв пропозицію Нетаньяху. Лідер громади Чибока Думома Мпур заявив, що трьох дівчаток впізнали на відео їхні друзі й матері:
|  | Батьки, які побачили своїх дочок, з тривогою чекають звісток і стежать за всіма заходами, яких вживає уряд. Вони сподіваються на допомогу іноземних фахівців, які прибули в Нігерію, хоча поки що в самому Чибоці жодного солдата щось не видно. |

Відеозапис прокоментував губернатор штату Борно:
|  | Всі дівчатка на відео - учениці школи міста Чибок. 36 з них вже опізнали рідні, які назвали нам їхні імена. |

14 травня помічник президента США з національної безпеки Сьюзен Райс сказала, що США на даний момент не розглядають можливості надання військової допомоги Нігерії для звільнення захоплених у заручники школярок, а ініціатива в даному випадку виходить від уряду Нігерії:
|  | Ми направили туди команду з 30 осіб, яка дуже тісно співпрацює з урядом Нігерії. Це дипломати, військові радники, представники правоохоронних та розвідувальних відомств і навіть фахівці з розвитку. Зараз найголовніше знайти, де знаходяться дівчатка. І на даний момент немає необхідності у відправці додаткової допомоги, якщо ми навіть не знаємо їх місця знаходження. |

14 травня прем'єр-міністр Великої Британії Девід Кемерон заявив про готовність направити в Нігерію військовослужбовців для звільнення школярок:
|  | Ми пропонуємо нігерійській владі додаткове сприяння в особі своїх військових, які могли б співпрацювати з групою американських експертів, які прибули в країну раніше. Крім того, для більш точного аналізу інформації про місцезнаходження викрадених, ми готові направити в Нігерію літак-розвідник. Дії ісламістів - це абсолютне зло. Весь цивілізований світ зараз не тільки засуджує викрадення цих школярок, а й готовий здійснити рішучі дії для їх звільнення. |

17 травня міністр закордонних справ Великої Британії Вільям Хейг запропонував направити британських фахівців на допомогу нігерійським військовим у боротьбі проти «Боко Харам»:
|  | Служби безпеки Нігерії виявилися недостатньо підготовленими для проведення подібного роду операцій. Про це свідчить зростання масштабів проблеми. Дуже важливо, щоб Нігерія підтримувала високі стандарти дотримання прав людини і могла швидко координувати свої сили. |

Пізніше, у своєму мікроблозі Twitter Хейг написав, що «розвідувальний літак вилетів з Великої Британії, щоб допомогти Нігерії знайти викрадених школярок». Літак—розвідник ВВС Великої Британії Sentinel R1 з п'ятьма членами екіпажу, та здатністю тривалий час перебувати на великих висотах, піднявся з бази ВПС Воддінгтон у графстві Лінкольншир для дослідження північного регіону Нігерії за допомогою тривимірних знімків місцевості, одержуваних з бортових радарів. У період операції літак буде базуватися в Аккрі, столиці Гани. Пізніше, за повідомленням з міністерства оборони Великоі Британії літак здійснив вимушену посадку в Сенегалі через зафіксований технічний збій.
17 травня в Парижі на саміті лідерів країн Західної Африки, представники Нігерії, Нігеру, Чаду, Камеруну та Беніну за підтримки США, Франції та Європейського Союзу досягли прийняття «глобального і регіонального плану дій» з боротьби з ісламізмом «Боко харам», що включає обмін інформацією, спільне спостереження за кордонами, координацію дій у регіоні, зокрема військові операції за участю французьких військових. Президент Чаду Ідріс Дебі сказав, що уряди зроблять усе необхідне для вирішення ситуації і почнуть «повномасштабну війну проти „Боко Харам“». Саміт був організований за ініціативою президента Франції Франсуа Олланда, який сказав, що:
|  | Координація розвідувальної діяльності, обмін інформацією, централізація наших зусиль, спостереження за кордонами, військова присутність, особливо навколо озера Чад, можливість військового втручання, якщо це буде необхідним. Для Франції, однак, немає необхідності надсилати війська - вони і так присутні в регіоні. |

Президент Нігерії Гудлак Джонатан зазначив, що:
|  | „Боко Харам“ більше не є місцевою терористичною групою релігійної спрямованості, як це було в Нігерії в 2000-х роках. З 2009 року вона явно зв'язала себе з "Аль-Каїдою", і тепер її краще називати "Аль-Каїдою в Західній і Центральній Африці". |

За кілька годин до зустрічі, в Камеруні було викрадено 10 співробітників китайської компанії, і ще одного убито, а в Нігерії внаслідок нападу бойовиків на село загинули 11 осіб. А вже 18 травня на багатолюдній вулиці в християнському районі міста Кано на півночі Нігерії смертник підірвав машину, начинену вибухівкою, внаслідок чого загинуло п'ять осіб і п'ять було поранено.

#### 21-31 травня 2014 року
21 травня в листі до конгресу президент США Барак Обама написав про направлення близько 80 військовослужбовців у Чад в рамках зусиль з пошуку викрадених школярок, для підтримки розвідувальної повітряної операції над територією півночі Нігерії. Одночасно, Нігерійська спілка вчителів оголосила, що всі школи в країні будуть закриті, щоб вчителі могли брати участь у мітингах під гаслом «Поверніть наших дівчаток», і в пам'ять про 173 вчителів, убитих бойовиками. Проте, поліція не дозволила демонстрантам, пройти до резиденції президента в Абуджі, після чого їм було зачитано послання президента Гудлака Джонатана, в якому він заявив, що уряд робить все можливе для звільнення дівчат. В ході нападу на село Чиконгудо поруч з містом Гамбору Нгала на північному сході Нігерії бойовики вбили більше 25 осіб, спалили майже всі будинки і вкрали їжу.
Постійний представник Нігерії при ООН Джой Огу повідомив про офіційний запит Ради Безпеки ООН включити угрупування «Боко харам» до списку терористичних організацій, пов'язаних з «Аль-Каїдою», і ввести проти неї санкції, що включають заморожування активів пов'язаних з угрупованням юридичних та фізичних осіб, заборону на закордонні поїздки, ембарго на постачання їм зброї. У ході процедури розгляду заявки, яка тривала три доби, жодна з інших 14 країн у Радбезі не заперечила проти такого заходу. Після чого, постійний представник Австралії при ООН Гері Квінлен, який очолює комітет РБ щодо санкцій проти «Аль-Каїди», повідомив, що «Боко харам» внесено до списку санкцій щодо «Аль-Каїди», заснованого резолюцією 1267", внаслідок наявності незаперечних доказів того, що члени угруповання «проходили підготовку разом з бойовиками „Аль-Каїди в країнах ісламського Магрибу“, зокрема, вчилися створювати саморобні вибухові пристрої», билися пліч-о-пліч з ісламістами в Малі, і, що «в листопаді 2012 року лідер „Боко харам“ Абубакар Шекау заявив про солідарність з „Аль-Каїдою“ в Іраку, Афганістані, Ємені, Сомалі, Сирії та інших країнах».
Квінлен сказав, що відстежити фінансові потоки угруповання важко, оскільки його члени працюють в джунглях і користуються швидше готівкою, ніж «складними банківськими операціями». Представник США в ООН Саманта Пауер сказала, що «сьогодні Рада Безпеки зробила важливий крок у підтримці зусиль уряду Нігерії, щоб перемогти „Боко Харам“ і притягти її керівництво, на рахунку якого численні вбивства, до відповідальності за звірства».
Як стало відомо, з лідерами угруповання «Боко Харам» зустрічався посередник, уповноважений вести переговори, і побував у місці, де утримують викрадених. Сторони майже дійшли згоди відпустити деяких дівчаток в обмін на звільнення заарештованих членів угруповання, але уряд Нігерії скасував угоду після того, як президент Гудлак Джонатан повернувся з паризької конференції. Уряд Нігерії ніяк не прокоментував припинення переговорів, не виключивши можливість їх відновлення. Пізніше, начальник штабу ВПС Нігерії маршал Алекс Бадех виступаючи перед демонстрантами, які зібралися біля будівлі міністерства оборони в Абуджі на акцію протесту проти бездіяльності влади, заявив, що вдалося встановити місцезнаходження викрадених школярок, не ставши уточнювати, де вони знаходяться, заявивши, що застосування сили для їх звільнення виключається:
|  | Хороші новини для дівчаток полягають у тому, що ми знаємо, де вони, але ми не можемо сказати вам. Чи можемо ми відправити війська туди, де їх утримують? Ми не можемо вбити наших дівчаток в спробі повернути їх назад. Ніхто не має права заявляти, що нігерійська армія не знає, що робить. Ми знаємо, що робимо. Президент солідарний з нами, він уповноважив нас виконати цю роботу. |

Діалог з представниками «Боко харам» доручено вести незалежним діячам Алію Тешаку, Ахмаду Салкіда і австралійцеві Стіву Дейвісу.
28 травня завідувач відділом освіти штату Борно Муса Інува заявив про втечу чотирьох дівчаток з полону бойовиків. За його словами, число полонянок зараз становить 219 дівчаток.
29 травня президент Нігерії Гудлак Джонатан, виступаючи по телебаченню, віддав наказ про проведення широкомасштабної операції проти бойовиків «Боко харам», дозволивши застосовувати «будь-які необхідні засоби, передбачені законом, щоб забезпечити досягнення поставленої мети»:
|  | Я сповнений рішучості захистити нашу демократію, національну єдність і політичну стабільність, почавши тотальну війну з тероризмом. Я віддав наказ про широкомасштабну операцію, щоб покінчити з безкарністю терористів на нашій землі. За допомогою нігерійців, наших сусідів і світової спільноти ми звільнимо наших дівчаток і позбавимо Нігерію від терористів. Злочинців буде знищено. |

### 2014, червень
4 червня незважаючи на заборону проводити демонстрації, жителі Абуджі на 50-й день після викрадення школярок взяли участь в акції протесту до уряду Нігерії з вимогою «Поверніть наших дівчаток!».

## Реакція і міжнародна кампанія
Генеральний секретар ООН Пан Гі Мун засудив викрадення школярок і закликав негайно їх звільнити, оскільки «напади на школи та школярів є грубим порушенням міжнародного гуманітарного права», а школи «є і повинні залишатися безпечними місцями, де діти можуть вчитися і рости в мирі».
Пакистанська дівчина Малала Юсафзай, яка пережила замах бойовиків «Талібану», заявила, що викрадачі «в корені невірно тлумачать іслам, забуваючи що слово „іслам“ означає „мир“. Вони не мають уявлення про іслам, вони повинні брати Коран і читати його. Коли я почула про викрадення дівчат у Нігерії, я відчула величезну печаль. Я вирішила мої сестри у в'язниці, я повинна говорити за них. Як вони можуть брати в полон власних сестер і поводитися з ними так жорстоко?».
23 квітня юрист із Нігерії Абдуллахі Ібрахім розмістив у своєму мікроблозі Twitter фразу «Поверніть наших дівчаток», яку виголосила представник Світового банку Обі Езеквесілі на одному із заходів під егідою ЮНЕСКО. Ця фраза почала розповсюджуватися ставши хештегом, що закликає владу Нігерії сприяти звільненню викрадених, яким поділилися колишній держсекретар США Гілларі Клінтон і офіційний акаунт ООН. Американська акторка і посол доброї волі Управління Верховного комісара ООН у справах біженців Анджеліна Джолі, також не оминула цієї події:
 

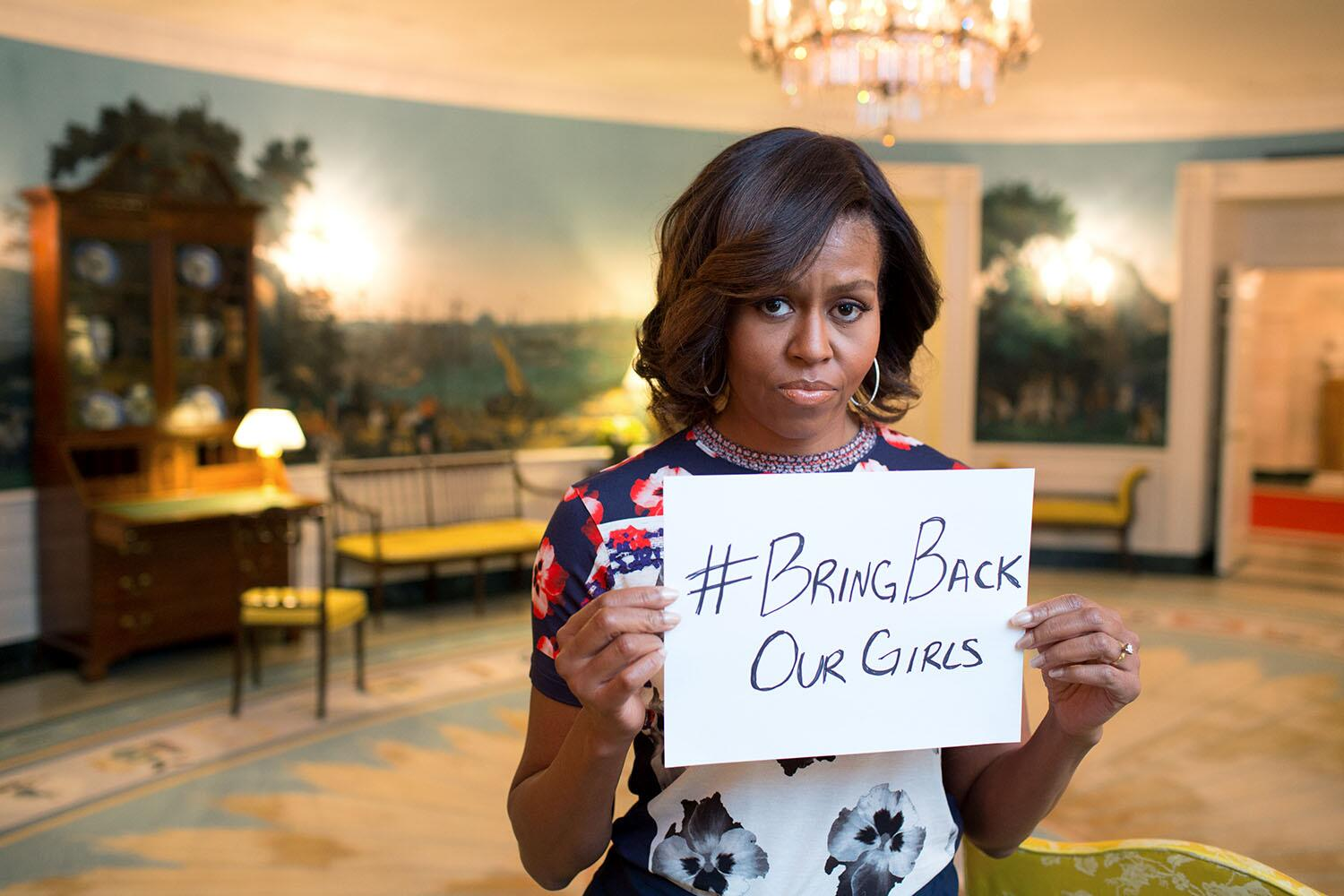
Мішель Обама з табличкою «Поверніть наших дівчаток»

У цій міжнародній кампанії взяла участь і дружина президента США Мішель Обама. В офіційному мікроблозі Twitter розміщено фотографію, на якій вона тримає табличку з хештегом «Поверніть наших дівчат» (англ. #BringBackOurGirls). В супровідному повідомленні сказано, що:

Наші молитви — зі зниклими в Нігерії дівчатками і їх сім'ями. Прийшов час повернути наших дівчаток.
Оригінальний текст (англ.)
Our prayers are with the missing Nigerian girls and their families. It's time to #BringBackOurGirls.

Пізніше Мішель Обама виступила зі щотижневим президентським зверненням замість Барака Обами напередодні Дня матері, яке відзначають у США 11 травня, сказавши, що викрадення школярок, яке є частиною кампанії із залякування по всьому світу дівчаток, які прагнуть одержати освіту, «обурило і засмутило» нас, і, навівши, як приклад, випадок Малали Юсуфзай, заявила:
|  | Давайте молитися за спасіння дівчаток. Їхні сім'ї - в наших серцях в цей дуже важкий для них час. Давайте зробимо так, щоб кожна дівчинка на планеті мала право на освіту. Те, що трапилося в Нігерії не є якимось окремим випадком. Кожен день ми бачимо по всьому світу, як дівчатка ризикують своїми життями, щоб досягти своєї мрії. Сміливість і надія, які демонструють по всьому світу дівчатка, такі, як Малала, повинні послужити для нас закликом до дії. |

 
Разом з тим, є думка, що все це — диванний активізм. За словами Мкеки Мута, дядька одного з викрадених дівчат:
|  | Є таке прислів'я: «справи говорять голосніше від слів». Лідери з усього світу вийшли і сказали, що допоможуть повернути дівчаток, але зараз ми нічого не чуємо. Хочу запитати: чому? Вони що, і не збиралися нічого робити, навіть того, що всім наобіцяли? Просто виходить, що це була така політична гра, а доля дівчаток їх насправді не турбує». |